# Hua Hin
Hua Hin (in thailandese: หัวหิน) è una città minore (thesaban mueang) della Thailandia che si trova circa 150 km a sud di Bangkok. Il territorio cittadino occupa la parte orientale del Distretto di Hua Hin, nella provincia di Prachuap Khiri Khan. La città aveva nel 2020 65.033 abitanti ed era la più popolata nella provincia, mentre Prachuap Khiri Khan, che si trova nell'omonimo distretto capoluogo provinciale, nello stesso anno ne aveva 18.174.

## Storia
Dopo il 1897, membri della casa reale e alti funzionari di governo iniziarono a comprare terreni in riva al mare nei pressi di Bangkok per costruirsi case per le vacanze, una moda mutuata dall'Occidente. Nel 1917 fu completata la ferrovia che unisce Bangkok al sud e una stazione fu costruita a Hua Hin, divenne quindi facile raggiungerla e aumentò il numero di turisti. Il primo personaggio famoso a costruire una residenza fu il principe Naret, che invitò i parenti a imitarlo. Re Rama VI iniziò a far costruire un campo da golf nel 1921. Il Dipartimento delle Ferrovie inaugurò nel 1923 il moderno e lussuoso Hotel della stazione di Hua Hin, che subito divenne popolare tra i ricchi thailandesi.
Altri principi si fecero costruire una residenza lungo la spiaggia e re Rama VII fece costruire la sua residenza alternativa, il Palazzo Klai Kangwon (letteralmente: lontano dalle preoccupazioni), inaugurato nel 1929. Hua Hin divenne il centro balneare più popolare del Paese. Nel 1925 fu costituito un comitato presieduto dal principe Kamphaengphet per regolare lo sviluppo di Hua Hin e delle sue infrastrutture, in breve gli introiti derivanti dalle tasse e dalla stazione cittadina superarono di gran lunga quelli degli analoghi centri balneari sorti in quegli anni nelle vicinanze come Cha-am. Nel 1926 fu inaugurato il tratto di ferrovia fino a Penang e furono aggiunti moderni vagoni-letto, favorendo l'arrivo di ricchi turisti stranieri.
Nel 1937, un regio decreto assegnò a Hua Hin lo status di municipio di sottodistretto (thesaban tambon) con un territorio di 72 km², e fu inglobata nel nuovo king amphoe di Hua Hin nella provincia di Prachuap Khiri Khan. Nel 1949, il king amphoe di Hua Hin fu promosso a distretto di Hua Hin. Nel 1995 il territorio comunale fu portato a 86,36 km². Il 13 febbraio 2004 Hua Hin acquisì lo status di città (thesaban mueang).